# Тахаундам
Тахаундам — тибетская деревня в районе бирманской волости Ногмунг, самый северный населённый пункт Мьянмы. Деревня располагается на высоте 1200 м, окружена горами и является ближайшим населённым пунктом к самой высокой горе Мьянмы Кхакобо Рази (5880 м). Жители деревни тибетцы кхампа.
Ближайший город — Ногмунг, расположенный в 70 километрах к югу. Между Ногмунгом и Тахаундамом находится несколько мелких деревень, населённых местными этническими группами (лису и другие).